# Jaroslavice
Jaroslavice település Csehországban, a Znojmói járásban. Jaroslavice Křídlůvky, Hrádek, Großharras, Seefeld-Kadolz és Slup településekkel határos. Lakosainak száma 1254 fő (2024. január 1.).

## Népesség
A település lakosságának változását az alábbi diagram mutatja:
| Lakosok száma | 1904 | 2182 | 2544 | 1263 | 1194 | 1239 | 1275 | 1266 | 1247 | 1254 |
|               | 1869 | 1890 | 1921 | 1950 | 1980 | 2001 | 2017 | 2019 | 2022 | 2024 |